# 2028
Cette page concerne l'année 2028  du calendrier grégorien.
2028 est une année bissextile qui commence un samedi. C'est la 2028e année de notre ère, la 28e du IIIe millénaire et du XXIe siècle et la 9e de la décennie 2020-2029.

## Autres calendriers
L'année 2028 du calendrier grégorien correspond aux dates suivantes :
- Calendrier berbère : 2977 / 2978
- Calendrier chinois : 4725 / 4726 (le Nouvel An chinois 4726 de l'année du singe de terre a lieu le 26 janvier 2028)
- Calendrier hébraïque : 5788 / 5789
- Calendrier indien : 1949 / 1950
- Calendrier musulman : 1449 / 1450
- Calendrier persan : 1406 / 1407
- Calendrier républicain : 236 / 237

## Événements prévus
2028 achève la décennie internationale d'action sur le thème « L'eau et le développement durable » (2018-2028) proclamée par l'ONU. Elle achève aussi la troisième Décennie des Nations unies pour l'élimination de la pauvreté.

### Mars
- Élections régionales en France.
- Élections départementales en France.

### Juillet
- 21 juillet : ouverture des Jeux olympiques d'été de 2028.

### Août
- 6 août : clôture des Jeux olympiques d'été de 2028.

### Octobre
- 26 octobre : l'astéroïde (35396) 1997 XF11 passera à 960 000 km de la Terre.

### Date à préciser
- L'astéroïde 2006 RH120 s'approchera de nouveau de la Terre.